# Takumi Mase
Takumi Mase (jap. 真瀬 拓海, Mase Takumi; * 3. Mai 1998 in der Präfektur Chiba) ist ein japanischer Fußballspieler.

## Karriere
Takumi Mase erlernte das Fußballspielen in der Schulmannschaft der Funabashi Municipal High School sowie in der Universitätsmannschaft der Hannan University. Die Saison 2020 wurde er von der Universität an Vegalta Sendai ausgeliehen. Der Verein aus Sendai spielte in der höchsten japanischen Liga, der J1 League. Sein Erstligadebüt gab er am 8. Juli 2020 im Heimspiel gegen die Urawa Red Diamonds. Hier wurde er in der 81. Minute für Takahiro Yanagi eingewechselt. Nach der Ausleihe wurde er Anfang 2021 von Sendai fest verpflichtet. In seiner ersten Erstligasaison stand er 37-Mal auf dem Spielfeld. Am Saisonende 2021 belegte er mit Sendai den neunzehnten Tabellenplatz und musste in zweite Liga absteigen.